# 2019年大西洋颶風季
2019年大西洋颶風季包含了在2019年全年內的任何時間，於大西洋水域所產生的熱帶氣旋。雖然有關方面並沒有設下本颶風季的指定期限，但大部份於大西洋的熱帶氣旋通常都會於5月至12月期間形成。大西洋颶風季的編號為AL取L一字，並且大西洋的氣旋命名機構為美國國家颶風中心。更多關於北大西洋的颶風，請參見大西洋颶風季。

## 已被國際命名的熱帶氣旋

### 颶風巴瑞（Barry）
7月8日，一個低壓在美國陸地形成，美國海軍研究實驗室給予擾動編號92L。
7月10日上午8時，國家颶風中心對其發布熱帶氣旋形成警報。晚間10時，國家颶風中心判定其為一潛在熱帶氣旋，並給予熱帶氣旋編號02L。
7月11日晚間10時，國家颶風中心將其升格為熱帶風暴，並命名“巴瑞”(Barry)。
7月13日晚間8時，國家颶風中心將其升格為一級颶風。
7月14凌晨，國家颶風中心將其降格為熱帶風暴。
7月15凌晨，國家颶風中心將其降格為熱帶性低氣壓。
7月18日，巴瑞退化為一殘留低氣壓。
7月19日，巴瑞的殘餘被紐澤西海岸的一個溫帶氣旋吸收。

### 熱帶風暴錢特爾（Chantal）
8月18日，一個低壓在美國東部沿海生成，美國海軍研究實驗室給予擾動編號97L。
8月21日凌晨，國家颶風中心將其升格為熱帶低氣壓，給予熱帶氣旋編號04L。上午，國家颶風中心將其升格為熱帶風暴，命名為錢特爾（Chantal）。
8月22日上午，國家颶風中心將其降格為熱帶低氣壓。
8月24日上午，國家颶風中心認為其已退化為殘留低氣壓。

### 飓风多利安（Dorian）
8月23日，一個低壓在維德角和小安地列斯群島間海域生成，美國海軍研究實驗室給予擾動編號99L。
8月24日上午8時，國家颶風中心將其升格為熱帶低氣壓，給予熱帶氣旋編號05L。
8月25日凌晨5時，國家颶風中心將其升格為熱帶風暴，命名為多利安（Dorian）。 
8月29日凌晨2時，國家颶風中心將其升格為一級颶風。
8月30日上午11時，國家颶風中心將其升格為二級颶風。

### 熱帶風暴艾琳（Erin）
8月28日上午，國家颶風中心將其升格為熱帶風暴，命名為艾琳（Erin）。29日下午5時， 國家颶風中心將其降格為熱帶低氣壓。

### 熱帶風暴費爾南德（Fernand）
9月3日晚間，國家颶風中心把原位於墨西哥灣的熱帶擾動93L評定為一潛在熱帶氣旋，給予熱帶氣旋編號07L。
9月4日凌晨，國家颶風中心將其升格為熱帶風暴，並命名費爾南德（Fernand）。
9月5日上午，費爾南德（Fernand）登陸墨西哥。下午，國家颶風中心將其降格為熱帶低氣壓。

### 颶風洛倫佐（Lorenzo）
9月19日，國家颶風中心開始針對非洲西岸的可能熱帶擾動進行觀察。
9月22日，該熱帶擾動成型於非洲西部海面。
9月23日，國家颶風中心將其升格為熱帶性低氣壓，編號13E。
9月23日晚間，升格為熱帶風暴，命名為洛倫佐（Lorenzo）。
9月25日，由於條件良好，洛倫佐迅速升格為一級颶風。同日，升格為二級颶風，並開始第一輪的眼牆置換。
9月26日，完成眼牆置換的洛倫佐迅速增強為四級颶風。
9月27日，洛倫佐開始緩慢轉北，並開始新一輪的眼牆置換，強度略微減弱。
9月28日，完成眼牆置換的洛倫佐接近三級颶風下限，原本國家颶風中心預測會繼續減弱，但因風切減弱，洛倫佐迅速地重新增強為四級颶風。
9月28日深夜，國家颶風中心將其升格為五級颶風，為2019年第二個大西洋五級颶風，也是有紀錄以來大西洋最東邊的最強烈颶風，超越1989年的原紀錄保持者颶風雨果。
9月29日凌晨，由於眼牆置換，強度降回四級颶風。

### 熱帶風暴梅莉莎（Melissa）
10月11日傍晚，美國海軍研究實驗室把一個位在美國東岸北北東方海面的系統編為擾動93L，該系統逐漸向東方移動，且有進一步發展的跡象，在系統環流內發生的陣雨和雷暴持續增加，系統中心甚至發展出了風眼的特徵。衛星雲圖顯示，該系統已擁有明顯的副熱帶氣旋特徵，因此，國家颶風中心在晚間10時對其發布熱帶氣旋形成警報，並於不久後將其升格為副熱帶風暴，給予熱帶氣旋編號14L，並命名「梅莉莎」(Melissa)。
10月13日上午，國家颶風中心認為梅莉莎已轉化為熱帶風暴。
10月14日，國家颶風中心認為梅莉莎已轉化為溫帶氣旋。

### 熱帶風暴內斯特（Nestor）
10月17日，國家颶風中心將墨西哥灣的擾動升格為一潛在熱帶氣旋，給予熱帶氣旋編號16L，並認為有機會增強為熱帶風暴。
10月18日，國家颶風中心將其升格為熱帶風暴，並命名「內斯特」（Nestor）。
10月20日，國家颶風中心認為內斯特已轉化為溫帶氣旋。

### 熱帶風暴奧爾加（Olga）
10月25日晚間，國家颶風中心將位在墨西哥灣的熱帶擾動97L升格為熱帶低氣壓，給予熱帶氣旋編號17L。
10月26日凌晨5時，國家颶風中心將其升格為熱帶風暴，並命名「奧爾加」（Olga）。下午2時，國家颶風中心認為其已轉化為溫帶氣旋。

### 颶風巴勃羅（Pablo）
10月25日晚間8時，一個位於東北大西洋的溫帶氣旋逐漸發展出風眼，且發展出暖心結構，美國海軍研究實驗室給予擾動編號98L。
10月26日凌晨2時，國家颶風中心對其發布熱帶氣旋形成警報，同時將其升格為熱帶風暴，給予熱帶氣旋編號18L，並命名「巴勃羅」（Pablo）。
10月27日晚間8時，國家颶風中心將其升格為一級颶風。
10月28日上午8時，國家颶風中心將其降格為熱帶風暴。
10月29日凌晨，國家颶風中心判斷其已轉化為溫帶氣旋。

### 副熱帶風暴麗貝卡（Rebekah）
10月28日，一個溫帶氣旋逐漸南下並有出現轉化為暖心結構的趨勢，美國海軍研究實驗室給予擾動編號99L。
10月31日凌晨2時，國家颶風中心判定其已轉化為一副熱帶風暴，給予熱帶氣旋編號19L，並命名「麗貝卡」(Rebekah)。

## 風暴名稱
下面的名字將被用於2019年在北大西洋形成而又被命名的風暴。如果有退役名稱的話，將由世界氣象組織在2020年春天宣布。在這個名單中未退役的名字將在2025年的風季中再次使用。這是與2013年風季使用的名單大致相同。黑色體字表示今年已經使用過，黑色粗體名稱則表示該風暴活躍中，未使用之名字則以灰色（未用）字體表示。
| - Andrea - Barry - Chantal - Dorian - Erin - Fernand - Gabrielle | - Humberto - Imelda - Jerry - Karen - Lorenzo - Melissa - Nestor | - Olga - Pablo - Rebekah - Sebastien - Tanya（未用） - Van（未用） - Wendy（未用） |

## 颶風季影響
以下圖表顯示了2019年大西洋颶風季的所有熱帶氣旋以及它們的登陸資料(如有)。在括號內的死亡人數屬於非直接，但仍與風暴有關的死亡。所有破壞及死亡數字都包括風暴在擾動及溫帶氣旋階段時的資料。
| 萨菲尔-辛普森飓风风力等级 |    |    |    |    |    |    |
| TD                        | TS | C1 | C2 | C3 | C4 | C5 |

| 安德烈亞   | 5月20日-5月21日   | 亚热带风暴 | 40 (65)    | 1006 | 百慕達                                                                                       | 未知       | 無    |               |
| 巴里       | 7月11日-7月15日   | 一级飓风   | 75 (120)   | 993  | 美國中西部、美國東南部、美國墨西哥灣沿岸地區、阿肯色州、奧克拉荷馬州、五大湖地區、美國東北部 | ≥$6億      | 0 (1) | [ 11 ] [ 12 ] |
| 03L        | 7月22日-7月23日   | 热带低气压 | 35 (55)    | 1013 | 巴哈馬、佛羅里達                                                                             | 未知       | 0     |               |
| 錢特爾     | 8月21日-8月24日   | 热带风暴   | 40 (65)    | 1007 | 美國東南部                                                                                   | 無         | 無    |               |
| 多利安     | 8月24日-9月8日    | 五级飓风   | 185 (295)  | 910  | 巴貝多、向風群島、背風群島、維京群島、波多黎各、巴哈馬、美國東岸、加拿大大西洋省份           | ≥$50.9億   | 85(7) | [ 13 ] [ 14 ] |
| 艾琳       | 8月27日-8月29日   | 热带风暴   | 40 (65)    | 1002 | 加拿大大西洋省份                                                                             | 很少       | 0     |               |
| 費爾南德   | 9月3日-9月5日     | 热带风暴   | 50 (85)    | 1000 | 墨西哥東北部、德克薩斯州南部                                                                 | $2.13億    | 1     | [ 15 ]        |
| 加布里埃爾 | 9月3日-9月11日    | 热带风暴   | 65 (100)   | 995  | 維德角、不列顛群島                                                                           | 未知       | 0     |               |
| 溫貝托     | 9月13日-9月20日   | 三级飓风   | 125 (205)  | 950  | 多米尼加、海地、古巴、巴哈馬、百慕達、加拿大大西洋省份、愛爾蘭、英國                         | >250萬     | 2     | [ 16 ]        |
| 傑里       | 9月17日-9月25日   | 二级飓风   | 105 (165)  | 976  | 背風群島、波多黎各、百慕達                                                                   | 未知       | 0     |               |
| 伊美黛     | 9月17日-9月19日   | 热带风暴   | 45 (75)    | 1003 | 德克薩斯州、路易斯安那州、奧克拉荷馬州、阿肯色州                                             | 50億       | 19    | [ 17 ]        |
| 凱倫       | 9月22日-9月28日   | 热带风暴   | 45 (75)    | 1003 | 向風群島、千里達及托巴哥、委內瑞拉、維京群島、波多黎各                                       | 未知       | 0     |               |
| 洛倫佐     | 9月23日-10月3日   | 五级飓风   | 160 (260)  | 925  | 西非、維德角、亞速爾群島、愛爾蘭、英國                                                       | 3.62億     | 16    | [ 18 ] [ 19 ] |
| 梅莉莎     | 10月11日-10月14日 | 热带风暴   | 65 (100)   | 994  | 新英格蘭、新斯科舍省                                                                         | 未知       | 無    |               |
| 15L        | 10月15日-10月16日 | 热带低气压 | 35 (55)    | 1006 | 西非、維德角                                                                                 | 未知       | 無    |               |
| 內斯特     | 10月17日-10月20日 | 热带风暴   | 60 (95)    | 996  | 中美洲、墨西哥、美國東南部                                                                   | 1.5億      | 3     |               |
| 奧爾加     | 10月25日-10月26日 | 热带风暴   | 45 (75)    | 998  | 無                                                                                           | 4億        | 2     |               |
| 巴勃羅     | 10月26日-10月29日 | 一级飓风   | 80 (130)   | 977  | 無                                                                                           | 未知       | 無    |               |
| 麗貝卡     | 10月31日-11月1日  | 亚热带风暴 | 50 (85)    | 982  | 無                                                                                           | 未知       | 無    |               |
| 塞巴斯蒂安 | 11月19日-11月25日 | 热带风暴   | 70 (110)   | 991  | 無                                                                                           | 未知       | 無    |               |
| 季节总结   |                   |            |            |      |                                                                                              |            |       |               |
| 20个气旋   | 5月20日-11月25日  |            | 185（295） | 910  |                                                                                              | ≥$114.56億 | ≥119  |               |

## 內部連結
- 2019年太平洋颱風季
- 2019年太平洋颶風季
- 2019年北印度洋氣旋季
- 2018－2019年西南印度洋熱帶氣旋季
- 2018－2019年澳洲地區熱帶氣旋季
- 2018－2019年南太平洋熱帶氣旋季
- 2019－2020年西南印度洋熱帶氣旋季
- 2019－2020年澳洲地區熱帶氣旋季
- 2019－2020年南太平洋熱帶氣旋季

## 外部連結
- 美國國家颶風中心（页面存档备份，存于）
- 美國海軍實驗室（页面存档备份，存于）
- ACE（页面存档备份，存于）